# Голова горгоны (фильм)
«Голова горгоны» — советский цветной художественный фильм на тематику Гражданской войны в России, снятый в 1986 году режиссёром Юрием Мастюгиным по сценарию Виктора и Валентины Пономаревых на киностудии им. Горького.
Премьера фильма состоялась 20 октября 1986 года. Фильм посмотрели 9,8 млн зрителей.

## Сюжет
После попадания в руки бандитов, бывший боец Красной Армии Светлов узнаёт о контрреволюционном заговоре, в котором участвуют эсеры и монархисты. С помощью чекистов он нейтрализует банду Конаря и раскрывает заговор, в котором оказывается замешана сестра Лены — Горгона. В конечном итоге чекисты ликвидируют заговорщиков, побеждают мятеж и Светлов отправляется на новое задание, провожаемый Леной Лукониной.

## В ролях
- Сергей Варчук — Сергей Светлов
- Ариадна Шенгелая — Анна Фёдоровна Самборская
- Игорь Ледогоров — Андрей Викторович Луконин
- Надежда Евдокимова — Лена Луконина
- Юрий Назаров — Яков Баград
- Вацлав Дворжецкий — Акулов, доктор
- Владимир Кенигсон — Николай Александрович Лавров (роль озвучил Константин Николаев)
- Даниил Нетребин — атаман Конарь
- Александр Январёв — Мавлюта
- Тыну Саар — Городецкий (роль озвучил Леонид Белозорович)
- Александр Белявский — Гаврила Максимович Зуйко, белогвардейский диверсант
- Николай Волков — Егор Савельевич, казак (роль озвучил Владимир Ферапонтов)
- Инга Будкевич — Зина
- Марина Гаврилко — Поликсена
- Григорий Мануков — Идрис/Георгий
- Владимир Правдин — Русанов (роль озвучил Андрей Тарасов)
- Люба Пряхина — Настя

## Съёмочная группа
- Режиссёр: Юрий Мастюгин
- Сценаристы: Виктор Пономарев, Валентина Пономарева
- Оператор: Александр Масс
- Композитор: Александр Журбин
- Художник: Олег Краморенко